# Karolin A. Johansson
Anna Karolin Johansson, född 27 januari 1982 i Mönsterås församling, Kalmar län, är en svensk lantbrukare och strategisk rådgivare samt tidigare hovmarskalk och politisk tjänsteman.

## Biografi
Johansson är dotter till lantbrukaren Karl-Bertil Johansson och växte upp i Mönsterås. Efter gymnasieutbildning på Europaskolan i Strängnäs avlade hon kandidatexamen i statskunskap samt magisterexamen i journalistik vid Uppsala universitet.
Åren 2006–2012 arbetade Johansson vid Regeringskansliet, bland annat som politiskt sakkunnig samt pressekreterare vid Justitiedepartementet, Arbetsmarknadsdepartementet, Socialdepartementet och hos kultur- och idrottsminister Lena Adelsohn Liljeroth. 
Från 1 maj 2012 till augusti 2019 arbetade Johansson som H.K.H. kronprinsessan Victorias hovmarskalk och chef för hennes hovstat. Johansson var även ledamot i styrelserna för Kronprinsessparets Stiftelse och Global Child Forum, samt arbetade som FNsherpa till Kronprinsessans i Hennes roll som ambassadör för FNs Hållbarhetsmål Agenda 2030.
Sedan 2019 arbetar Johansson som lantbrukare och strategisk rådgivare vid Stockholm Resilience Centre till initiativet SeaBOS, Seafood Business for Ocean Stewardship. 
Johansson är individuellt vald ledamot i WWF Sveriges förtroenderåd och innehar en rad styrelseuppdrag, bland annat för Stiftelsen Språkmuseet, FAM förvaltning AB samt är sedan 2025 ordförande i Föreningen för den Beridna Högvakten. 
Johansson har medverkat som krönikör i bland annat Barometern och ATL - Lantbrukets affärstidning.

## Utmärkelser
- Carl XVI Gustafs jubileumsminnestecken III (CXVIG:sJmtIII 2016)
- Carl XVI Gustafs jubileumsminnestecken II (CXVIG:sJmtII 2013)
- H.M. Konungens medalj i guld av 8:e storleken i Serafimerordens band (Kon:sGM8mserafb, 2018) för förtjänstfulla insatser vid Hovmarskalksämbetet[7]
- Kommendör av Isländska falkorden (KIFO 2018)
- Kommendör av Italienska republikens förtjänstorden (KItRFO, 2018)
- Officer av Oranien-Nassauorden (OffNedONO, 2009)